# Pippo e l'home theater
Pippo e l'home theater (How to Hook Up Your Home Theater) è un cortometraggio cinematografico prodotto dai Walt Disney Animation Studios nel 2007 e diretto da Kevin Deters e Stevie Wermers, uscito nei cinema abbinato al film Il mistero delle pagine perdute - National Treasure in America (uscito il 21 dicembre 2007), e al film Cambio di gioco in Europa (uscito in Italia il 4 luglio 2008).
Al cortometraggio hanno lavorato i migliori animatori Disney degli anni novanta (da qualche anno sottoutilizzati a causa della maggiore attenzione rivolta dalla Disney verso l'animazione al computer) come Mark Henn, Andreas Deja, Eric Goldberg e Dael Baer.
Inoltre è il primo film Disney ad avere una regista donna, Stevie Wermers.
Questo film segna il ritorno della Disney alla produzione regolare di cortometraggi, oltre che la ripresa della serie di cortometraggi sul personaggio di Pippo interrotta più di quarant'anni prima. In particolare il corto è della serie degli "How to...". È il primo di una serie messa in produzione dalla Disney sotto la gestione creativa di John Lasseter, che ha messo in cantiere altri cortometraggi destinati alle sale cinematografiche da proiettare insieme ai lungometraggi della Walt Disney Pictures.

## Trama
Stufo di guardare le partite di football su un vecchio e piccolo televisore, Pippo decide che è il momento di comprare un sistema di home theater. Nel centro commerciale trova tutto ciò che gli serve, ma l'attrezzatura è numerosa e varia. Tornato a casa attende invano che il corriere gli consegni il materiale. Quando finalmente arriva, tenta di montare il tutto, ma costretto a stravolgere l'arredamento del suo salotto. Al momento dell'accensione qualcosa va storto ed esplode tutto. Pippo viene quindi catapultato in un vero stadio di football, dimostrando ironicamente la veridicità dello slogan del suo sistema home theater: "...vi sembrerà di stare sul campo!".

## Edizione italiana
Il doppiaggio del cortometraggio, abbinato al film Cambio di gioco, è stato realizzato sotto la direzione di Leslie La Penna e i dialoghi di Nunziante Valoroso, per la RoyFilm. Le voci sono le classiche, ovvero Michele Kalamera come narratore e Roberto Pedicini per Pippo.

## Edizioni home video

### DVD
Il cortometraggio è incluso nel DVD Topolino che risate! - Volume 1 e poi nel nuovo DVD Walt Disney Animation Studios - Short Films Collection, inedito in Italia.

## Riconoscimenti
- 2008 - Annie Awards
  - Candidatura al premio per il miglior cortometraggio animato
  - Candidatura al premio per i migliori effetti animati